# Секретный комитет по делам раскола
Секретный комитет по делам раскола (Секретный комитет о раскольниках и отступниках) — секретный совещательный орган, периодически учреждаемый в царствования императоров Александра I, Николая I и Александра II для решения вопросов, связанных со старообрядческим расколом и выходящих за рамки существовавших общих принципов. Вообще, секретные комитеты - это принятое в российской историографии название временных высших совещательных органов при российских императорах.
Первый секретный комитет по делам раскола был учрежден в 1820 году по инициативе министра внутренних дел В. П. Кочубея. Смена правительства в 1825 году привела к крайне негативной оценке предыдущего опыта борьбы с расколом и сектантством, которые стали рассматриваться как основная угроза государственной безопасности. Секретные комитеты по делам раскола были созданы в Санкт-Петербурге в 1825 году и в Москве в 1831 году, на них были возложены все функции борьбы со старообрядческим движением.

## См также
- Секретные комитеты